# Metula (grzyby)

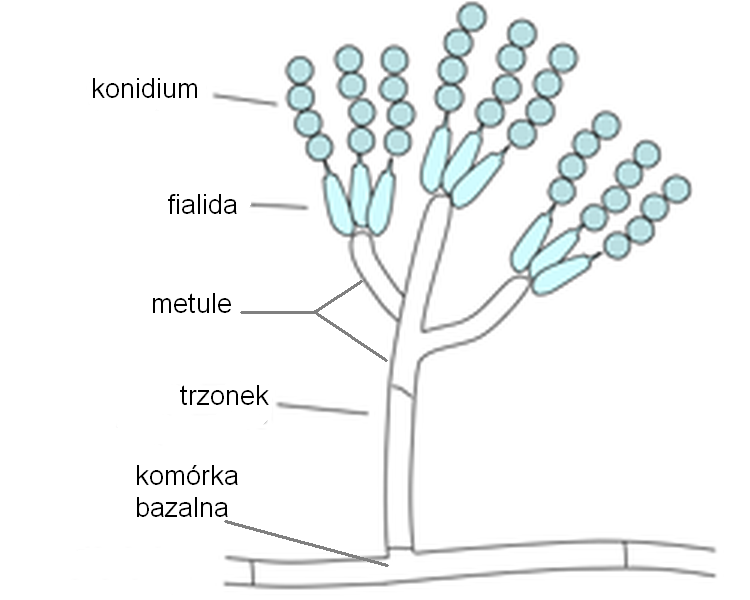
Schemat budowy anamorfy pleśniaków (Penicillium)

Metula – część trzonka (konidioforu) u grzybów z rodziny kropidlakowatych (Aspergillaceae). Metule znajdują się między pierwszym odcinkiem konidioforu wyrastającym z bazalanej komórki strzępki a fialidami. Zazwyczaj są cylindryczne i wydłużone, mogą być pojedyncze lub rozgałęzione.
Morfologia metuli ma duże znaczenie przy oznaczaniu gatunków Aspergillaceae. Bierze się pod uwagę ich wielkość, liczbę, kształt, strukturę powierzchni, oraz czy są pojedyncze, czy rozgałęzione.